# Museo Villa Puccini
Het Museo Villa Puccini is een villa in Torre del Lago Puccini. Tijdens zijn verblijf hier schreef Giacomo Puccini het merendeel van zijn opera’s: Manon Lescaut (1891), La Bohème (1896), Tosca (1900), Madama Butterfly (1904), La Fanciulla del West (1910), La rondine (1917) en Il trittico (1918).
De villa is gelegen in Torre del Lago tussen het Lago di Massaciuccoli en de Tyrreense Zee. Torre del Lago ligt 4 kilometer van Viareggio en 18 kilometer van Lucca, Puccini's geboorteplaats. Na Puccini's overlijden was de villa lange tijd onbeheerd, waardoor het gebouw in verval raakte. Inmiddels is het gebouw gerestaureerd en fungeert het als museum.
In 1891 ging Puccini met zomervakantie naar Torre del Lago. Voor hem was dit de ideale plek om te jagen en muziek te componeren. Vanwege de idyllische ligging koos hij deze plek uit als zijn vaste woonplaats. Hij omschreef de stad als “gaudio supremo, paradiso, eden empireo, turris eburnea, vas spirituale, reggia, abitanti 120, 12 case”, wat vertaald kan worden als: “opperste vreugde, paradijs, keizerlijk eden, ivoren toren, spiritueel paradijs, koninklijk paleis, 120 inwoners, 12 huizen". Na de bouw van een elektriciteitscentrale te midden van het meer, die zou leiden tot een sterke vervuiling van de omgeving van de stad, verhuisde Puccini naar Viareggio.
Op 29 november 1924 overleed Puccini, waarna zijn stoffelijk overschot werd overgebracht naar een kapel gebouwd in zijn villa in Torre del Lago. Tot op de dag van vandaag is de villa nog steeds in het bezit van de familie Puccini. De huidige eigenaresse, Simonetta Puccini, is de enige nazaat van de componist. Zij kwam pas in het bezit van de villa in het jaar 1996, na een jarenlange strijd om de erfenis. Gedurende die tijd was de villa verwaarloosd en in verval geraakt.
Lang koesterde Simonetta Puccini de wens om de villa in de oude staat terug te brengen, wat uiteindelijk in samenwerking met twee sponsoren (Fondazione Cassa di Risparmio di Lucca en Caparol) ook lukte: in 1996 werd een begin gemaakt met de restauratie en in 2012 waren de werkzaamheden voltooid.
De villa doet sinds 2012 dienst als museum onder de naam Museo Villa Puccini.